# Асеново (Ямбольська область)
Асе́ново (болг. Асеново) — село в Ямбольській області Болгарії. Входить до складу общини Тунджа.

## Населення
За даними перепису населення 2011 року у селі проживали 95 осіб, з них 92 особи (97,9%) — болгари.
Розподіл населення за віком у 2011 році:
Динаміка населення: